# 堀木鎌三
堀木 鎌三（ほりき けんぞう、1898年3月17日 - 1974年4月13日）は、日本の鉄道官僚、政治家。参議院議員（2期）、厚生大臣。

## 経歴
三重県松阪市出身。堀木利右衛門の三男として生まれる。目白中学、第八高等学校を経て、1922年（大正11年）3月、東京帝国大学法学部法律学科（英法）を卒業。1921年（大正10年）11月、高等試験行政科試験に合格。1922年4月に鉄道省に入り、鉄道局書記となり東京鉄道局庶務課文書掛に勤務。鉄道局副参事・新橋運輸事務所営業主任、東京鉄道局運輸課旅客掛長などを歴任。1929年（昭和4年）7月に在外研究員に発令され、1931年（昭和6年）8月まで欧州に出張した。
帰国後、新橋運輸事務所長、大阪鉄道局運輸課長、運輸局旅客課長などを経て、1938年（昭和13年）4月、鉄道大臣秘書官兼大臣官房文書課長に就任し、中島知久平に仕えた。1939年（昭和14年）7月、名古屋鉄道局長に発令され、鉄道省需品局長、運輸局長、鉄道監・鉄道省業務局長、運輸通信省鉄道総局業務局長、同省鉄道総局長官を歴任。1945年（昭和20年）8月に依願免本官。その後公職追放となる。追放中の1948年（昭和23年）11月、日本国有鉄道法案に際し、参議院運輸委員会に証人喚問された。
戦後、財団法人鉄道弘済会理事長、中央労働委員、公共企業体等仲裁委員、中央身体障害者福祉審議会委員、東京商工会議所理財委員長などを務める。
1950年（昭和25年）6月、第2回参議院議員通常選挙の全国区に出馬し初当選。その後、第4回参議院議員通常選挙で再選され2期務めた。1962年（昭和32年）7月の第6回参議院議員通常選挙には出馬せず引退。
参議院議員としては、参議院予算委員長、同建設委員長を歴任。その他、改進党顧問、日本民主党総務、参院自由民主党政策審議会長、ブラジル特派大使などを務める。また、1957年（昭和32年）7月、第1次岸改造内閣の厚生大臣に就任。1968年（昭和43年）4月、春の叙勲で勲一等瑞宝章受章（勲三等からの昇叙）。同年国際観光振興会会長。
1974年4月13日死去、76歳。死没日をもって正四位から従三位に叙され、銀杯一組を賜った